# Epiplatys coccinatus
Epiplatys coccinatus är en fiskart som beskrevs av Berkenkamp och Etzel 1982. Epiplatys coccinatus ingår i släktet Epiplatys och familjen Nothobranchiidae. IUCN kategoriserar arten globalt som akut hotad. Inga underarter finns listade i Catalogue of Life.